# Palais Ōmiya de Kyoto
Le palais impérial Ōmiya de Kyoto est un palais situé dans l'enceinte du palais impérial Sento lui même situé dans le Kyoto-Gyoen à Kyoto.

## Histoire
Il a été construit pour Tofuku-monin Masako (1607-1678), femme de l'empereur Go-Mizunoo et fille de Tokugawa Hidetada (1579-1632). Après 1678 il a servi de palais à l'impératrice douairière. Comme le palais impérial Sento, le palais Omiya a été détruit par des incendies et reconstruit à plusieurs reprises au fil des siècles.
Le bâtiment actuel a été construit comme palais pour l'impératrice Eisho (1835-1897), femme de l'empereur Komei (1831-1867). Aujourd'hui il est utilisé comme résidence par la famille impériale lorsqu'ils sont à Kyoto.